# Міста Європи
Це список списків міст Європи.

## Європа
- Міста Європи з населенням понад 500 тисяч осіб

## Європейський Союз
- Список найбільших міст Європейського Союзу за чисельністю населення
- Список найбільших агломерацій Європейського Союзу

## Суверенні держави
- Міста Австрії
- Міста Азербайджану
- Міста Албанії
- Міста Андорри
- Міста Бельгії
- Міста Білорусі
- Міста Болгарії
- Міста Боснії і Герцеговини
- Міста Великої Британії
- Міста Вірменії
- Міста Греції
- Міста Грузії
- Міста Данії
- Міста Естонії
- Міста Ірландії
- Міста Ісландії
- Міста Іспанії
- Міста Італії
- Міста Казахстану
- Міста Кіпру
- Міста Косова
- Міста Латвії
- Міста Литви
- Міста Ліхтенштейну
- Міста Люксембургу
- Міста Мальти
- Міста Молдови
- Міста Нідерландів
- Міста Німеччини
- Міста Норвегії
- Міста Польщі
- Міста Португалії
- Міста Республіки Македонія
- Міста Росії
- Міста Румунії
- Міста Сан-Марино
- Міста Сербії
- Міста Словаччини
- Міста Словенії
- Міста Туреччини
- Міста Угорщини
- Міста України (в алфавітному порядку)
- Міста Фінляндії
- Міста Франції
- Міста Хорватії
- Міста Чехії
- Міста Чорногорії
- Міста Швейцарії
- Міста Швеції